# Anigraeopsis
Anigraeopsis là một chi bướm đêm thuộc họ Noctuidae.